# Arphia conspersa
El chapulín de alas rojas con espolón (Arphia conspersa) es una especie de saltamontes perteneciente a la subfamilia Oedipodinae, familia Acrididae. Se encuentra en Norteamérica.